# Ingrid Guerra
Ingrid Yobana Guerra Meneses (Policarpa, 2 aprile 2003) è una calciatrice colombiana, attaccante dell'Atlético Mineiro e della nazionale colombiana.

## Carriera

### Nazionale
Dopo aver rappresentato la Colombia vestendo le maglie delle giovanili Under-17 e Under-20, con quest'ultima disputerà, perdendola, la finale del campionato sudamericano di Cile 2022, Guerra viene selezionata nella nazionale maggiore dal commissario tecnico Nelson Abadía all'inizio del 2021, inserita in rosa in occasione della doppia amichevole del 19 e 23 gennaio con gli Stati Uniti, debuttando nel primo dei due incontri, sostituendo Oriánica Velásquez al 77', e scendendo in campo anche il successivo, entrambi persi rispettivamente per 4-0 e 6-0. Abadía le rinnova la fiducia convocandola nel 2023, sempre in amichevole, con il Messico il 22 febbraio, dove parte titolare nell'incontro pareggiato 1-1, poi nel tour europeo di preparazione al Mondiale di Australia e Nuova Zelanda 2023 nell'aprile di quell'anno, nuovamente titolare nella sconfitta per 5-2 con la Francia e a disposizione 4 giorni più tardi con l'Italia.

## Palmarès

### Club
- Campionato colombiano femminile: 1

Deportivo Cali: 2021